# Megalobulimus grandis
Megalobulimus grandis је пуж из реда Stylommatophora. 

## Угроженост
Ова врста је крајње угрожена и у великој опасности од изумирања.

## Распрострањење
Бразил је једино познато природно станиште врсте.

## Станиште
Врста Megalobulimus grandis има станиште на копну.